# Canalete (ort)
Canalete är en ort i Colombia.   Den ligger i departementet Córdoba, i den nordvästra delen av landet, 500 km nordväst om huvudstaden Bogotá. Canalete ligger 103 meter över havet och antalet invånare är 2 620.
Terrängen runt Canalete är huvudsakligen platt, men västerut är den kuperad. Runt Canalete är det ganska tätbefolkat, med 124 invånare per kvadratkilometer. Det finns inga andra samhällen i närheten. Omgivningarna runt Canalete är huvudsakligen savann.